# Se tutte le donne del mondo... (Operazione Paradiso)
Se tutte le donne del mondo... (Operazione Paradiso) è un film collettivo del 1966 diretto da Henry Levin e Arduino Maiuri.
È uno dei molti film di fantaspionaggio girati nella seconda metà degli anni sessanta sulla scia del successo dei film di James Bond, l'agente 007. Il soggetto ricorda quello di Moonraker - Operazione spazio uscito 13 anni dopo.

## Trama
Un industriale brasiliano progetta di sterminare l'umanità con l'uso di satelliti, per poi ripopolarlo personalmente con bellissime donne che egli ha rapito e mantenuto in uno stato di vita sospesa. Un agente della CIA e un'aristocratica agente dell'MI6 assieme al loro autista alla guida di una Rolls-Royce piena di gadget spionistici, cercano di fermare l'industriale.